# Soj (biologija)
U biologiji, soj je genetska varijanta, podtip ili kultura unutar biološke vrste. Sojevi se često posmatraju kao inherentno veštački koncepti, koje karakteriše specifična namera za genetskom izolacijom. Ovo se najlakše može primetiti u mikrobiologiji gde sojevi potiču iz jedne ćelijske kolonije i obično su u karantinu zbog fizičkih ograničenja Petrijeve posude. Sojevi se takođe često pominju u virologiji, botanici i kod glodara koji se koriste u eksperimentalnim studijama.

## Mikrobiologija i virusologija
Smatra se da „ne postoji univerzalno prihvaćena definicija za termine 'soj', 'varijantu' i 'izolat' u virološkoj zajednici, a većina virologa jednostavno kopira upotrebu termina od drugih".
Soj je genetska varijanta ili podtip mikroorganizma (npr. virus, bakterija ili gljiva). Na primer, „soj gripa” je određeni biološki oblik virusa gripa ili „gripni” virus. Ove sojeve gripa karakterišu različite izoforme površinskih proteina. Novi sojevi virusa mogu se stvoriti usled mutacije ili zamene genetskih komponenti kada dva ili više virusa inficiraju istu ćeliju u prirodi. Ove pojave su poznate kao antigenski drift i antigenski pomak. Mikrobni sojevi se takođe mogu razlikovati po njihovom genetskom sastavu korišćenjem metagenomskih metoda da bi se maksimizirala rezolucija unutar vrste. Ovo je postalo dragoceno sredstvo za analizu mikrobioma.

### Veštačke konstrukcije
Naučnici su modifikovali sojeve virusa kako bi proučavali njihovo ponašanje, kao u slučaju virusa gripa H5N1. Iako je finansiranje takvih istraživanja povremeno izazivalo kontroverzu zbog sigurnosnih razloga, što je dovelo do privremene pauze, ono je kasnije nastavljeno.
U biotehnologiji, mikrobni sojevi su konstruisani da uspostave metaboličke puteve pogodne za tretiranje različitih vidova primene. Istorijski gledano, veliki napori metaboličkih istraživanja bili su posvećeni oblasti proizvodnje biogoriva. Escherichia coli je najčešća vrsta za inženjering prokariotskih sojeva. Naučnici su uspeli da uspostave održive minimalne genome iz kojih se mogu razviti novi sojevi. Ovi minimalni sojevi pružaju skoro garanciju da eksperimenti na genima izvan minimalnog okvira neće biti pod uticajem neesencijalnih puteva. Optimizovani sojevi E. coli se obično koriste za ovu primenu. E. coli se takođe često koristi kao osnova za ekspresiju jednostavnih proteina. Ovi sojevi, kao što je BL21, su genetski modifikovani kako bi se minimizirala aktivnost proteaze, što omogućava potencijal za visokoefikasnu proizvodnju proteina industrijskih razmera.
Sojevi kvasca su najčešći subjekti eukariotske genetske modifikacije, posebno u pogledu industrijske fermentacije.

## Spoljašnje veze
- Coli Genetic Stock Center Архивирано на веб-сајту  (11. март 2010)
- EcoliWiki E. coli strain index Архивирано на веб-сајту  (19. мај 2019)
- International Mouse Strain Resource (IMSR)
- Rat strain index